# Melomys bougainville
Melomys bougainville је врста глодара из породице мишева (лат. Muridae). 

## Распрострањење
Врста има станиште у Папуи Новој Гвинеји и Соломоновим острвима.

## Станиште
Врста Melomys bougainville има станиште на копну.

## Угроженост
Подаци о распрострањености ове врсте су недовољни.

### Популациони тренд
Популациони тренд је за ову врсту непознат.

## Спољашња веза
Медији везани за чланак Melomys bougainville на Викимедијиној остави